# 中沢三夫
中沢 三夫（なかざわ みつお、1891年11月23日 - 1980年11月29日）は、日本の陸軍軍人。最終階級は陸軍中将。

## 経歴
山梨県出身。農業・中沢勘四郎の三男として生まれる。日川中学校、名古屋陸軍地方幼年学校、中央幼年学校を経て、1912年（明治45年）5月陸軍士官学校（24期）を卒業。同年12月、歩兵少尉に任官し歩兵第50連隊付となる。1920年（大正9年）11月、陸軍大学校（32期）を卒業。
参謀本部付勤務、参謀本部員などを歴任し、1922年（大正11年）4月から翌年3月まで陸軍委託学生として東京外国語学校でドイツ語を学んだ。1923年（大正12年）7月、ドイツに留学。1924年（大正13年）5月、参謀本部付となり、参謀本部員、陸大教官、歩兵第44連隊付、陸士教官、参謀本部員（戦史課）などを経て、1936年（昭和11年）3月、歩兵大佐に昇進し歩兵第18連隊長に就任。日中戦争に第16師団参謀長として出征し、南京攻略戦、武漢作戦に参加した。1939年（昭和14年）3月、陸軍少将に進級。陸軍予科士官学校幹事を経て、1941年（昭和16年）10月、陸軍中将となり第1師団長に親補され満州に駐屯した。
1944年（昭和19年）3月、予科士官学校長に就任。さらに第40軍司令官となり鹿児島県伊集院で本土決戦に備えたが終戦を迎えた。1945年（昭和20年）12月に予備役編入となった。
1947年（昭和22年）11月28日、公職追放仮指定を受けた。

## 栄典
- 1913年（大正2年）2月20日 - 正八位[2]

外国勲章佩用允許
- 1944年（昭和19年）5月1日 - 満州国：勲一位景雲章[3]

## 親族
- 義兄 本多政材（陸軍中将）